# Eveline Widmer-Schlumpf

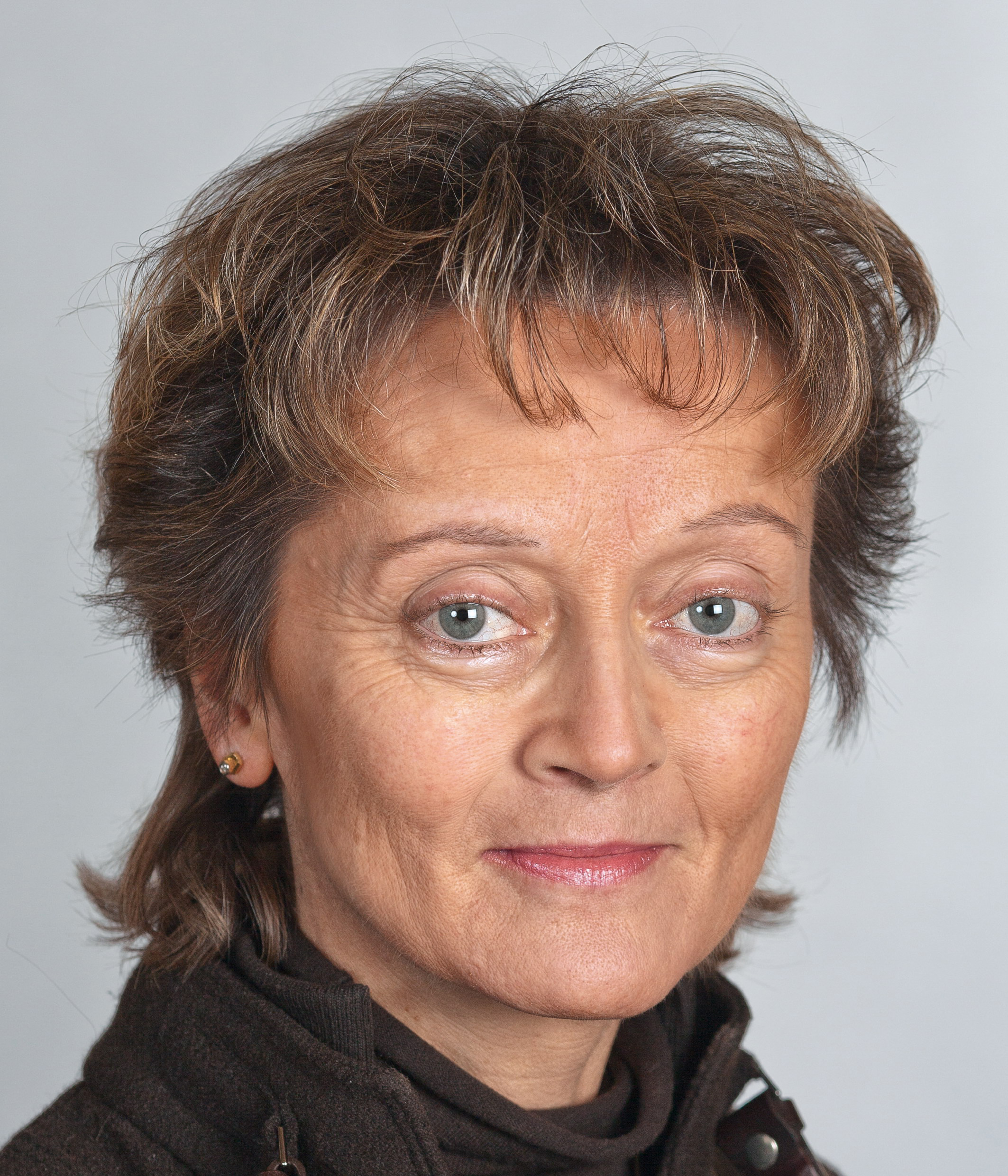
Eveline Widmer-Schlumpf, 2011

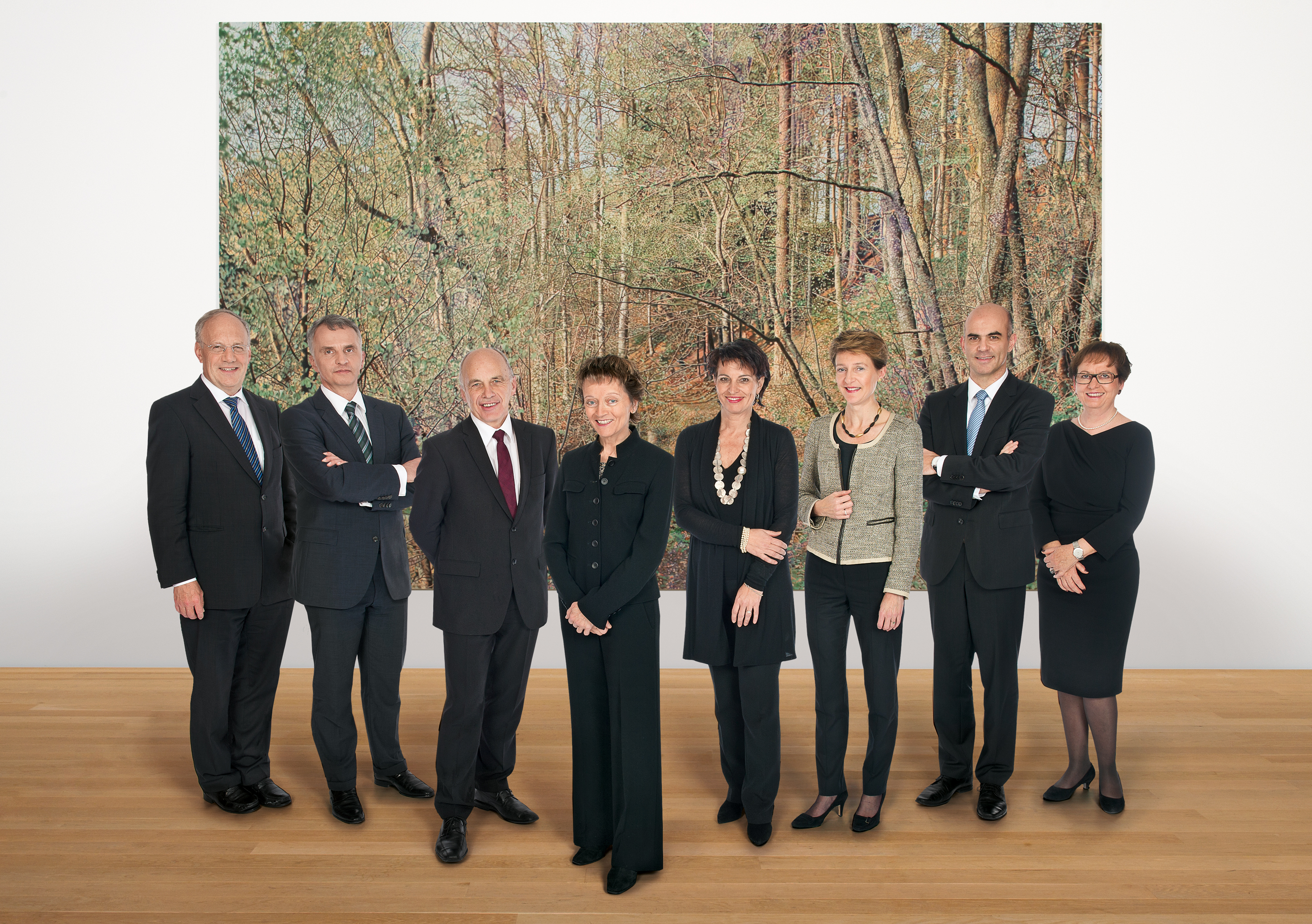
Eveline Widmer-Schlumpf vorne im Zentrum auf dem offiziellen Bundesratsfoto, 2012

Eveline Widmer-Schlumpf (* 16. März 1956 in Felsberg; heimatberechtigt in Felsberg und Mönchaltorf) ist eine Schweizer Politikerin (BDP, bis Juni 2008 SVP). Im Jahr 2012 war sie Bundespräsidentin der Schweizerischen Eidgenossenschaft.
Sie war ab dem 1. Januar 2008 Mitglied des Bundesrates, zuerst bis Oktober 2010 als Vorsteherin des Eidgenössischen Justiz- und Polizeidepartements (EJPD), danach als Vorsteherin des Eidgenössischen Finanzdepartements (EFD). Im Jahr 2011 hatte Widmer-Schlumpf das Amt der Vizepräsidentin inne. Am 14. Dezember 2011 wurde Widmer-Schlumpf von der Vereinigten Bundesversammlung zur Bundespräsidentin 2012 gewählt. Seit dem 1. April 2017 ist sie Präsidentin der Pro Senectute.

## Ausbildung, Beruf und Privates

Eveline Schlumpf (ganz links) bei der Wahl ihres Vaters Leon Schlumpf in den Bundesrat, 1979

Eveline Widmer-Schlumpf wurde 1956 als Tochter des späteren Bundesrates Leon Schlumpf und seiner Ehefrau Gertrud Schlumpf-Rupp geboren. Sie besuchte die Bündner Kantonsschule in Chur, die sie 1976 mit der Matura Typus B abschloss. Anschliessend studierte sie an der Universität Zürich Rechtswissenschaften und legte 1981 das Lizenziat ab. Es folgten 1983 das Bündner Anwaltspatent, 1986 das Bündner Notariatspatent und 1990 die Promotion an der Universität Zürich. Von 1987 bis 1998 arbeitete Widmer-Schlumpf als Rechtsanwältin und Notarin. Widmer-Schlumpf wuchs in Felsberg auf, wo sie noch heute wohnt. Ihr Mann Christoph Widmer ist Bauingenieur und war Präsident der BDP Chur, zusammen haben sie drei Kinder.
Seit dem 1. April 2017 ist sie Präsidentin der Pro Senectute.
Seit 2023 fungiert sie als Präsidentin der Prix-Courage-Jury des Beobachters.

## Politische Karriere bis 2007
1985 wurde Widmer-Schlumpf ins Kreisgericht Trin (Bezirksgericht) gewählt, von 1991 bis 1997 präsidierte sie dieses. Zwischen 1989 und 1998 war sie Vizepräsidentin der SVP Graubünden. Von 1994 bis 1998 gehörte sie dem Grossen Rat des Kantons Graubünden an. Am 15. März 1998 wurde sie als erste Frau in den Regierungsrat des Kantons Graubünden gewählt, sie übernahm die Leitung des Finanz- und Militärdepartements und wurde 2001 und 2005 turnusgemäss zur Regierungspräsidentin gewählt.
Vom September 2001 bis zum Antritt ihres Bundesratamtes war sie Präsidentin der Konferenz der kantonalen Finanzdirektoren. In dieser Funktion schreiben ihr die Medien eine massgebliche Rolle zu, dass 2003 elf Kantone das Referendum gegen das Steuerpaket des Bundes, das erste Kantonsreferendum in der Geschichte des Schweizerischen Bundesstaats, ergriffen. Das Steuerpaket wurde in der Volksabstimmung – entsprechend der Referendumsabsicht – abgelehnt.
Von Mai 2004 bis Ende 2007 gehörte Widmer-Schlumpf dem Bankrat der Schweizerischen Nationalbank an, von März 2007 an als Vizepräsidentin.

## Bundesrat

### Wahl
Bei den Gesamterneuerungswahlen des Bundesrates am 12. Dezember 2007 wurde Widmer-Schlumpf von der Vereinigten Bundesversammlung anstelle des amtierenden Bundesrats und offiziellen Kandidaten der SVP Christoph Blocher im zweiten Wahlgang in den Bundesrat gewählt. Bei einem erforderlichen absoluten Mehr von 122 Stimmen erhielt sie 125 Stimmen, Christoph Blocher 115. Ihre Wahl kam überraschend. Vor der Wahl stellten die Parteien ihre Absichten wie folgt dar: Die Sozialdemokratische Partei kündigte am Wahlmorgen an, ihre Fraktion werde geschlossen für Widmer-Schlumpf stimmen, während die CVP/EVP/glp-Fraktion im Voraus bekannt gab, die Mehrheit ihrer Mitglieder werde Christoph Blocher nicht unterstützen. Die Grünen hatten Luc Recordon als eigenen Kandidaten aufgestellt, er zog sich jedoch zu Gunsten von Widmer-Schlumpf zurück. Die FDP und SVP-Fraktionen unterstützten Christoph Blocher offiziell.

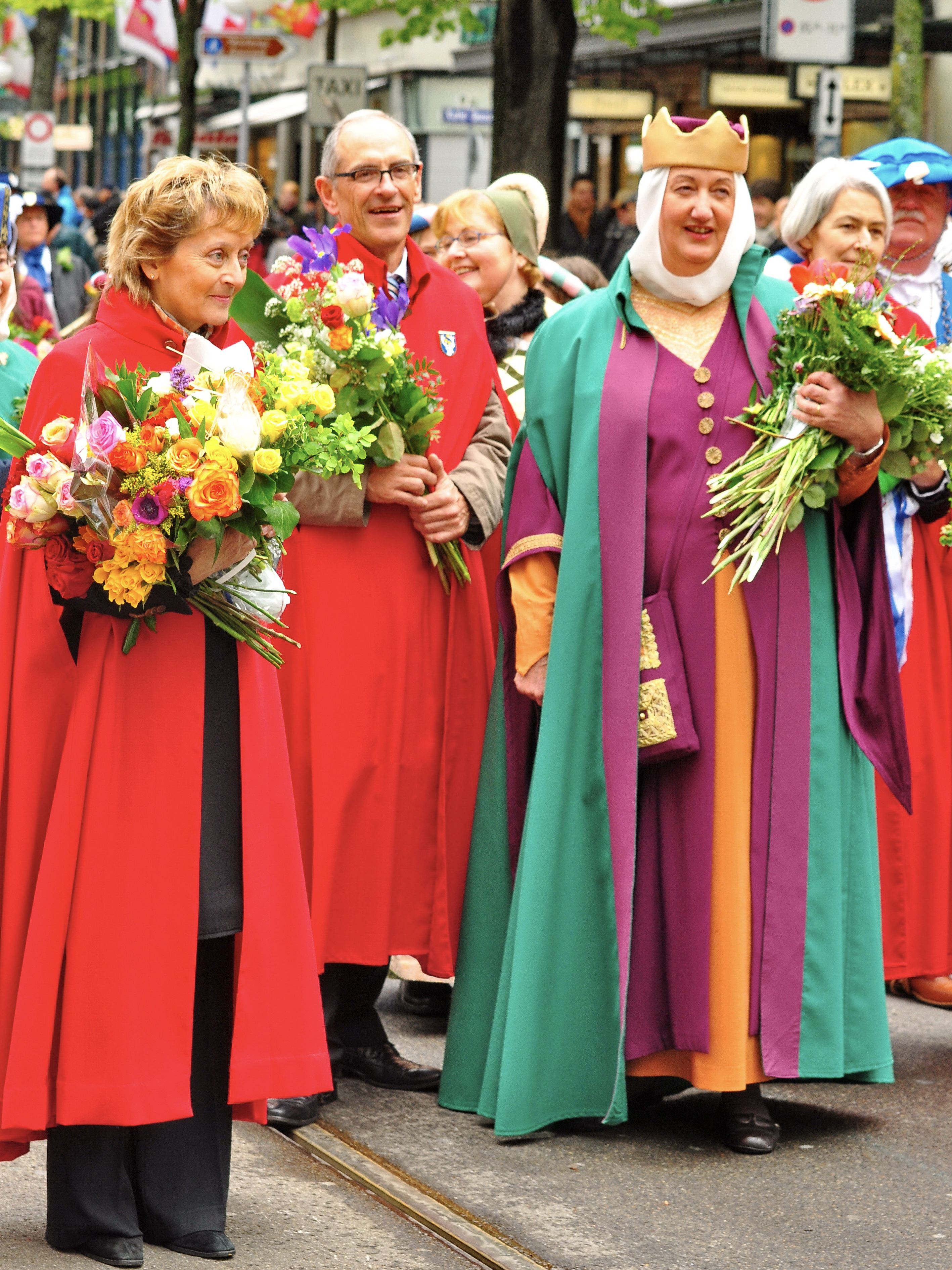
Bundespräsidentin Eveline Widmer-Schlumpf (li.) als Gast der Gesellschaft zu Fraumünster und Regula Zweifel, Hohe Fraumünsterfrau (re.) am Sechseläuten in Zürich, 2012

Mit der Wahl von Widmer-Schlumpf wurde aus den Reihen der SVP erstmals eine Frau zur Bundesrätin gewählt, zudem waren erstmals drei Frauen gleichzeitig im Schweizer Bundesrat vertreten. Sie ist nach Eugène Ruffy das zweite Mitglied des Bundesrates, dessen Vater schon im Bundesrat war. Am 8. Dezember 2010 wurde sie zur Vizepräsidentin des Bundesrates gewählt.
Die SVP griff den Sitz von Widmer-Schlumpf bei den Bundesratswahlen 2011 erfolglos an, sie wurde mit 131 Stimmen im ersten Wahlgang im Amt bestätigt.

### Position der SVP
Der Parteipräsident der SVP, Ueli Maurer, bezeichnete Widmer-Schlumpf im Vorfeld der Nationalratswahlen 2003, als es um einen zweiten Sitz der SVP im Bundesrat ging, als «eine sehr valable Kandidatin, eine der kompetentesten Politikerinnen hierzulande».
Vor den Bundesratswahlen 2007 kündigte die SVP-Fraktionsführung an, jedes SVP-Mitglied, das eine Wahl akzeptiere, ohne von der SVP-Fraktion nominiert worden zu sein, aus der SVP-Fraktion «auszuschliessen». Das bedeutet, dass es nicht auf den Rückhalt in der Fraktion zählen und nicht an deren Treffen teilnehmen kann. Widmer-Schlumpf liess sich für die Entscheidung, ob sie die Wahl annimmt oder ablehnt, einen Tag Bedenkzeit geben und erklärte am Morgen des 13. Dezembers 2007 die Annahme der Wahl. Die Fraktionsführung warf Widmer-Schlumpf «Verrat» an der eigenen Partei vor.
Widmer-Schlumpf sagte dazu in diversen Interviews, dass sie ursprünglich die Wahl ablehnen wollte, sich dann aber umentschieden habe, um den Sitz der SVP im Bundesrat zu retten. Zudem war klar geworden, dass auch der verbleibende Bundesrat der SVP, Samuel Schmid, in Reaktion auf die Abwahl Blochers aus der Fraktion ausgeschlossen würde, falls er nicht zurückträte. Eine Dokumentation des Schweizer Fernsehens versuchte aufzuzeigen, wie die Wahl der Bundesrätin zustande kam.

### Ausschluss aus der SVP Schweiz
Ein von der SVP Schweiz in Auftrag gegebenes Rechtsgutachten ergab, dass die Partei keine Einzelperson ausschliessen kann, da die Parteizugehörigkeit in der SVP über die kantonalen Sektionen geregelt ist. Die gesamtschweizerische Partei kann nur eine Kantonalpartei als Ganzes ausschliessen. Der Zentralvorstand der SVP Schweiz forderte am 4. April 2008 Widmer-Schlumpf zum umgehenden Rücktritt aus dem Bundesrat und aus der SVP auf. Sollte Widmer-Schlumpf nicht austreten, habe die SVP Graubünden sie bis zum 30. April 2008 auszuschliessen, andernfalls wolle die SVP Schweiz die Kantonalpartei Graubünden ausschliessen. Widmer-Schlumpf sowie der Gesamtbundesrat lehnten die Forderungen ab, ebenso weigerte sich die Geschäftsleitung wie die Delegiertenversammlung der SVP Graubünden, Widmer-Schlumpf auszuschliessen.
Am 11. April 2008 nahmen über 12'000 Personen auf dem Bundesplatz in Bern an einer Sympathiekundgebung für Eveline Widmer-Schlumpf und Demonstration für mehr Respekt vor politischen Institutionen teil, zu der diverse Frauenverbände unter Federführung der Alliance F aufgerufen hatten.
Am 1. Juni 2008 schloss der Zentralvorstand der SVP Schweiz die SVP Graubünden aus der SVP Schweiz aus, worauf sich ein Grossteil der SVP Graubünden neu orientierte und sich als Bürgerlich-Demokratische Partei Graubünden konstituierte.

### Rücktritt
Wenige Tage nach den Wahlen zum Nationalrat 2015, die mit einem grossen Erfolg der SVP einher gingen, gab Eveline Widmer-Schlumpf am 28. Oktober 2015 ihren Rücktritt aus der Landesregierung per Ende 2015 bekannt, um so ihrer absehbaren Abwahl zuvorzukommen. Somit trat sie bei den Gesamterneuerungswahlen des Bundesrates am 9. Dezember 2015 nicht mehr an.
Der frei werdende Sitz im Bundesrat wurde gemäss der Zauberformel von der SVP beansprucht. Sie trat mit einem Dreierticket zur Bundesratswahl 2015 an.

## Auszeichnungen
Eveline Widmer-Schlumpf gewann am 10. Januar 2009 den SwissAward in der Kategorie Politik und wurde in einer Publikumswahl zur Schweizerin des Jahres 2008 gewählt. Daneben war sie im Jahr 2008 die erste Preisträgerin der Arosa Humorschaufel, eines Jurypreises des Arosa Humor-Festivals.

## Publikationen
- Voraussetzungen der Konzession bei Radio und Fernsehen.  Helbing und Lichtenhahn, Basel / Frankfurt am Main 1990, ISBN 3-7190-1157-7 (= Neue Literatur zum Recht, zugleich Dissertation an der Universität Zürich 1990).

## Filme
- Hansjürg Zumstein: Die Abwahl – Die Geheimoperation gegen Christoph Blocher. In: Schweizer Fernsehen, DOK vom 6. März 2008 (50 Minuten).
- Hansjürg Zumstein:  Der Rücktritt – Die Ära Widmer-Schlumpf. In: SRF 1, DOK vom 31. März 2016 (50 Minuten).
- Die 7 Bundesrätinnen. In: SRF 1, DOK vom 29. November 2018 (50 min) (Videoausschnitte).

## Theateradaption zur Bundesratswahl
- 2022: EWS – Der einzige Politthriller der Schweiz. Theater Neumarkt, Zürich,[26] Regie: Piet Baumgartner, Darsteller: David Attenberger, Melina Pyschny, Lara Stoll, Hale Bo Enzo Richter, Fredy Goldschmid, Tanya König, Lucy Novotny, Ruth Rüfenacht, Salome Schock, Liam Rooney, Leo Shibata.
- 2023: Ausgezeichnet mit dem Schweizer Kulturpreis des BAK Schweizer Theaterproduktion des Jahres.[27]
- 2024: EWS – Der einzige Politthriller der Schweiz. Theater Neumarkt, Zürich, Wiederaufnahmen: 10.–19. Oktober 2024.[28]

«Eveline Widmer-Schlumpfs Wahl in den Bundesrat schrieb vor 15 Jahren Politgeschichte. Sie, die sich als lösungsorientierte Sachpolitikerin verstand, stand über Nacht im Zentrum des grössten – vielleicht einzigen – Politthrillers der Schweiz.»